# Paul Déroulède
Paul Déroulède, né le 2 septembre 1846 à Paris et mort le 31 janvier 1914 à Nice, sur le mont Boron, est un poète, auteur dramatique, romancier et militant politique français.
Son rôle de fondateur de la Ligue des patriotes et son revanchisme en font un acteur important de la droite nationaliste en France. Il est considéré par de nombreux historiens comme l'un des précurseurs d'un fascisme à la française,,,.
Alors qu'il s'affirme comme républicain, il tente toutefois d'effectuer un coup d'État en 1899 après la défaite cuisante des nationalistes aux élections législatives de 1898. Aidé de Barrès, de Pujo et, espère-t-il, du général Roget, cette tentative se solde par un échec après le refus de ce dernier d'y participer avec ses troupes.
S'il est un partisan moins extrême que certains de ses compagnons de l'antisémitisme en France,, il s'oppose tout de même à la gauche, qu'il accuse de vouloir « judaïser la France peut-être » lorsque des députés de gauche proposent une loi pour instaurer la laïcité. Il appuie aussi son coup d'État sur ses partisans, dont la plupart sont des antisémites notoires.
Déroulède tient des déclarations antisémites à d'autres reprises, et utilise le ressort de l'antisémitisme pour mobiliser les masses. Il est l'un des députés qui lancent le thème du « Juif capitaliste véreux » à l'Assemblée. Avec Barrès, il critique le général Boulanger pour son refus de l'antisémitisme.

## Biographie

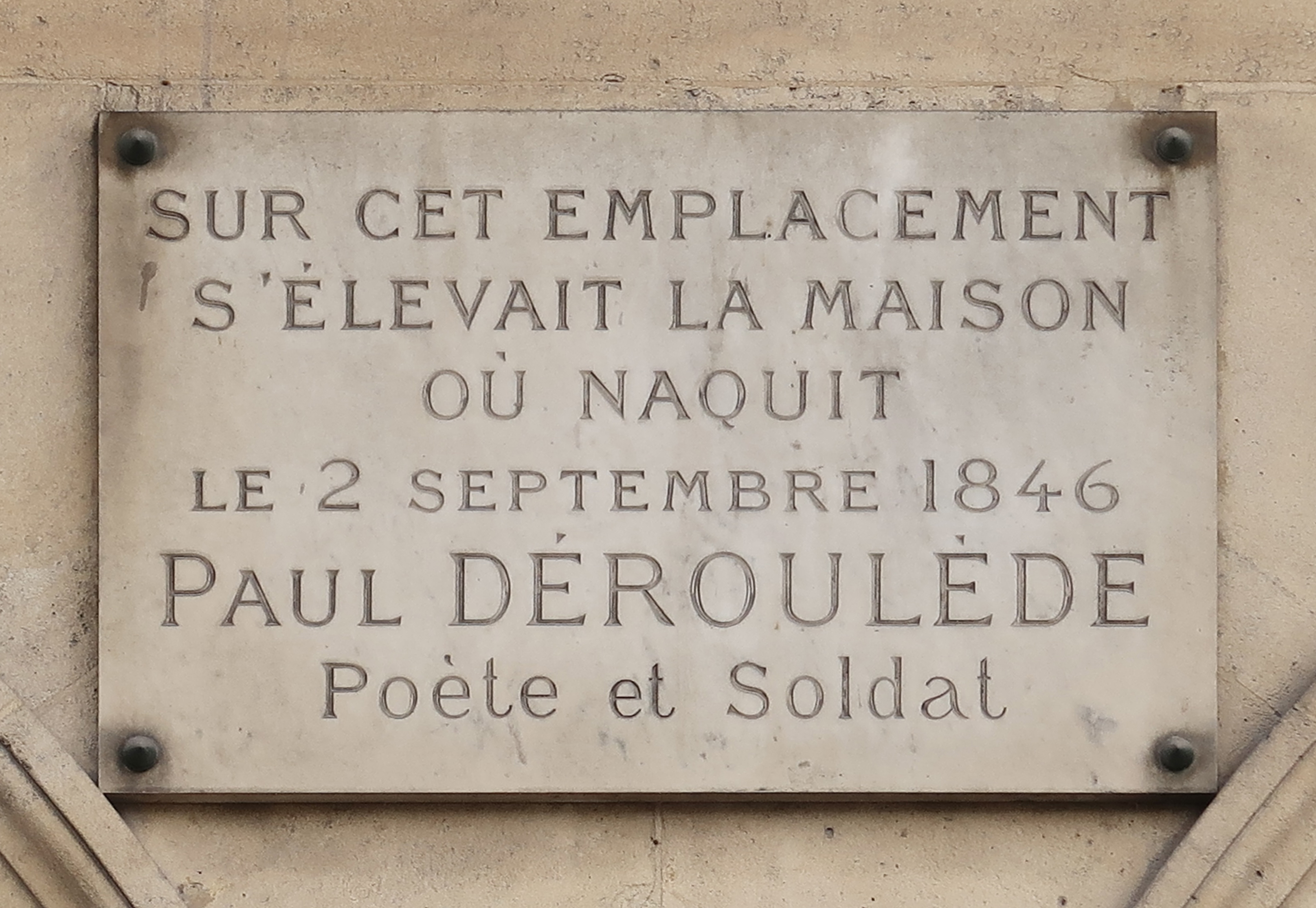
Plaque 3 place du Louvre (1er arrondissement de Paris), à l'emplacement de la maison où il est né.

### Débuts
Fils d'un avoué à la Cour d'appel de Paris et neveu par sa mère d'Émile Augier, il est l'arrière petit-fils de Pigault-Lebrun. Il suit ses études aux lycées Louis-le-Grand, Bonaparte et de Versailles, puis à la faculté de droit de Paris où il obtient une licence.
Il entretient une relation avec Madeleine Brohan, avec qui il a un fils, Paul Langély Déroulède, né en 1866 à Paris[réf. nécessaire].

### Guerre de 1870
Jusqu'à la guerre de 1870, c'est un versificateur (admirant beaucoup Le Cid) qui fréquente les milieux littéraires républicains. Assez insouciant et peu intéressé par la guerre, il rencontre Victor Duruy qui devient son patron, le lance dans le nationalisme et le fait aussitôt nommer sous-lieutenant en faisant jouer ses relations au gouvernement, alors qu'il n'a aucune expérience militaire.
Il s'engage fin août 1870, avec son jeune frère André, au 3e régiment de zouaves, unité d'élite, au sein du bataillon du commandant Félix Hervé, futur général, qui restera son « vieil ami jusqu'à sa mort » ; le général Hervé témoignera en sa faveur à son procès en 1899. Il est fait prisonnier après la bataille de Bazeilles en septembre puis interné à la forteresse de Breslau, d'où il s'évade en novembre. En décembre, il s'engage au régiment de marche de tirailleurs algériens, stationné à l'ouest de Meung-sur-Loire. Au sein de l'armée de l'Est du général Bourbaki, sous-lieutenant à la tête de sa section de tirailleurs, il se distingue le 15 janvier 1871 à Montbéliard ce qui lui vaut d'être fait chevalier de la Légion d'honneur le 8 février 1871. Il participe ensuite à la répression de la Commune de Paris.
Il est blessé à la fin de la semaine sanglante de mai et c'est durant sa convalescence qu'il écrit Les Chants du soldat, parus en 1872. À la suite d'une chute de cheval et une fracture du tibia, il doit renoncer à la carrière militaire et retourne à la vie civile en 1875.

### Carrière littéraire et politique

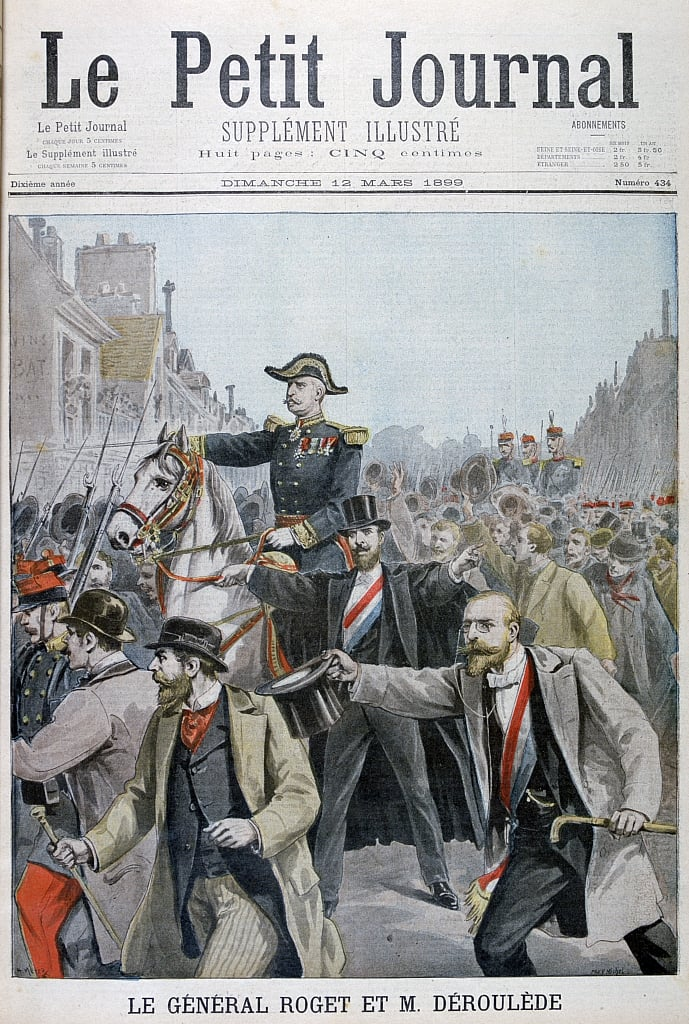
Paul Déroulède tenant la bride du cheval du général Roget, durant la tentative de coup d'État.
Supplément illustré du Petit Journal, 12 mars 1899.

Désormais, par son œuvre littéraire et son action politique, il incarne la France de la « revanche » en réclamant le retour de l'Alsace et de la Lorraine. Il écrit les Chants du soldat (1872), vendus à plus de 100 000 exemplaires, dont le fameux Clairon, qui lui vaut la gloire et reste longtemps au programme scolaire. Son texte de Profundis relève de l'antiméridionalisme,.
À l'instigation de Gambetta, Déroulède, dont la devise est « Qui vive ? France ! », crée la Ligue des patriotes en 1882. Cette passion pour la « revanche » sur l'Allemagne lui vaut de devenir également l'un des chefs du parti anticolonial. Pour lui, la conquête coloniale épuiserait l'énergie dont la France a besoin pour la future guerre contre l'Allemagne. De même, il estime que jamais les colonies ne pourraient offrir une compensation à la perte de l'Alsace-Lorraine et c'est dans ce sens qu'il répond au colonialiste Jules Ferry : « J'avais deux filles, et vous m'offrez vingt domestiques ». D'abord hostile au général Boulanger pour son radicalisme affiché, il finit par devenir son adepte fin 1886, (« celui qui nous délivrera des chinoiseries parlementaires et des bavards impuissants »). Après avoir profondément transformé la Ligue des patriotes au service du revisionnisme, il prend part à la campagne boulangiste en tentant d'imposer la Ligue comme organisation unique du mouvement.
En Charente, une élection partielle est organisée le 17 juin, Boulanger ne se présente pas car les bonapartistes ne le soutiennent pas. C'est Paul Déroulède qui choisit de se présenter dans son département de résidence. Le CRN et Boulanger sont forcés de le soutenir tandis qu'il doit faire face au candidat opportuniste Lazare Weiller et au candidat bonapartiste Étienne des Seguins. La campagne est particulièrement violente et Weiller n'hésitant pas à dépenser généreusement son argent. Le résultat est de 40,95 % pour des Seguins, 31,25 % pour Weiller et seulement 26,92 % pour Déroulède qui se retire. Alors que les royalistes veulent soutenir des Seguins, le CRN soutient Weiller. Le comité boulangiste sur place continue la campagne du second tour où des Seguins est élu et Déroulède obtient tout de même 15,1 %. Face à cette défaite, Déroulède est en colère contre les boulangistes et se retire jusqu'en novembre, en proie à une phase de dépression.
À son retour dans la Ligue en novembre, Déroulède fait entrer dans le comité directeur ses ennemis Dillon et Henri Rochefort. Le 28 novembre, les membres de la ligue descendent dans une réunion possibiliste et les y affrontent physiquement. La dynamique semble reprendre dans les derniers mois de 1888.
Début 1889, Déroulède veut absorber les comités révisionnistes dans sa Ligue. L'ordre officiel est donné en février 1889, il fait inscrire en masse des ligueurs dans les comités pour les noyauter et les faire adhérer à la ligue. C'est un échec presque partout parce que les comités boulangistes sont individualistes. Les tensions augmentent entre boulangistes et ligueurs avec les investitures pour les législatives de fin 1889. Le ligue proposant surtout des candidats peu républicains voire bonapartistes que les comités boulangistes dénoncent. La Ligue est vraiment vue comme trop différente et trop impérialiste.
Déroulède est désormais à la tête d'une véritable armée de combat et la ligue constitue le véritable instrument de la victoire électorale du général Boulanger à Paris le 27 janvier 1889. Malgré cette victoire, le putsch militaire souhaité par Déroulède ce jour-là n'a pas lieu, refusé par le général.
L'information des volontés de Déroulède circule et, dès février 1889, des poursuites sont engagées contre la Ligue. Le ministre de l'Intérieur Constans utilise une attaque contre le gouvernement pour faire perquisitionner le siège de la Ligue et interdire tout rassemblement ou réunion, la dissolvant de facto. Il peut ainsi récupérer une circulaire du 12 février demandant aux comités locaux de préparer des marches militantes et mobiliser jusque 10 000 hommes, information déjà obtenue par le renseignement de la police. Cet ordre n'a en réalité pas été suivi par les sections et seuls 1000 hommes étaient mobilisables sans volonté de coups d'État. Le gouvernement poursuit personnellement aussi Déroulède, Naquet, Georges Laguerre, Charles-Ange Laisant et Edmond Turquet, dont l'immunité parlementaire est rapidement levée. Le procureur général rejette les preuves du gouvernement sur l'acte contre la sureté de l'État et le gouvernement axe son attaque sur la loi du 28 juillet 1848 sur les associations en indiquant que la Ligue est occulte et séditieuse. Les comités provinciaux sont dissous courant du mois de mars.
Après la fuite de Boulanger, Déroulède reste député de la Charente de 1889 à 1893 et de 1898 à 1901. Il prend cependant ses distances avec Boulanger, réaffirmant que sa Ligue n'est pas à son service, critiquant la fuite, Dillon, Rochefort et Thébaud. En retour, il est démis de sa fonction de vice-président dans le CRN.
Le 9 juin, Déroulède est à Angoulême avec Laguerre et Laisant, pour un meeting. Après des tensions et des arrestations de militants de la Ligue, Déroulède s'insurge et crie « Vive les voleurs ! », le commissaire de police le sortant de sa voiture pour l'arrêter, puis Laisant et Laguerre, relâché le 12 juin, Déroulède est accusé de rébellion, mais il est acquitté, il est aussi accusé pour outrage, dont il est condamné à une amende. Continuant de mettre la pression sur lui, le gouvernement organise un coup monté à Béziers quelques jours plus tard, où il est accusé à tort d'avoir frappé un commissaire et un agent de police. Pour les élections législatives, Déroulède souhaite obtenir 10 sièges mais face à la relative défaite boulangiste, n'obtenant que 42 sièges, il n'a aucun ligueur élu. Après cette déroute, Déroulède est partisan de continuer l'agitation et participe à plusieurs manifestations sans le soutien de l'état-major boulangiste. Le 18 janvier, lors de la campagne pour les partielles de Paris, il participe à une réunion antisémite organisée par Francis Laur, qui réunit tous les ténors de l'antisémitisme français. Critiqué pour sa présence et se rendant compte de son erreur, il souhaite la condamnation de Laur par Boulanger et milite pour empêcher toute alliance avec eux, ce qu'il obtient car Boulanger n'est pas non plus antisémite.
Déroulède s'active d'autant plus pour les élections municipales de Paris pour relancer le mouvement boulangiste. Il cherche à obtenir les pleins pouvoirs pour mener la campagne, mais il est ignoré par les boulangistes, puis demande 20 candidats sur 80 pour ses ligueurs, il n'en obtient que 5. Il s'active partout et ouvre un conflit entre ses ligueurs et les comités boulangistes sur ces candidatures. Une nouvelle fois, il s'oppose à toute alliance avec les antisémites au nom des principes républicains. Il se déplace en personne pour contre-manifester face aux antisémites et à Édouard Drumont. Après un premier tour désastreux, malgré 30 % des voix les boulangistes n'ont qu'un seul conseiller élu et seuls dix candidats en mesure de gagner au second tour, Déroulède qu'il faut sauver l'honneur en faisant revenir Boulanger d'exil, même s'il doit être arrêté. Le 29 avril, Déroulède, Laguerre, Laisant, René Le Hérissé et Alfred Naquet rencontrent le général à Jersey pour le convaincre de revenir. Face au refus, Déroulède lui fait un ultimatum entre rentrer ou disparaître de l'organisation, il critique aussi vivement son courage, ce qui ne fait que braquer d'autant plus Boulanger, bien décidé à ne pas rentrer. Ils repartent donc tous sans Boulanger, Déroulède sachant à partir de ce moment que tout est perdu. Le second tour ne voit finalement la victoire que d'un seul boulangiste. 
Lors des discussions post-élections, où le bureau du Comité républicain national souhaite rompre avec Boulanger et dissoudre le CRN, Déroulède s'oppose au second point car il souhaite maintenir la structure pour l'annexer et refaire une Ligue. La dissolution est repoussée mais un communiqué est publié pour indiquer que le CRN cesse d'agir. En réponse, Boulanger désavoue le CRN et force sa dissolution le 21 mai. Dans le vide laissé par ces actions, et comme à chaque échec, Déroulède cherche à prendre un temps de pause politique. Il démissionne du conseil d'arrondissement d'Angoulême et demande un congé à la Chambre, qu'il pense quitter dans peu de temps. Après un séjour à Nice, il part en Italie pour rédiger un roman qui n'a aucun succès. Avec la publication des Coulisses du boulangisme, entre août et octobre, est révélé l'ensemble de l'étendue de l'alliance royaliste, avec de nombreux témoignages à l'appui. Déroulède reprend la parole en public en se disant scandalisé et propose à tous les députés boulangistes de démissionner pour se faire réélire, ce qui est logiquement refusé puisque l'échec est presque certain. Il participe à une réunion des anciens du CRN le 4 septembre pour condamner Mermeix. À la fin de l'année 1890, Déroulède tente de devenir officiellement le chef du mouvement boulangiste. Il se rend même à Jersey en décembre pour obtenir l'aval de Boulanger, qui ne semble rien lui dire de précis mais qu'il comprend comme un accord verbal. Il annonce la réorganisation de la ligue des patriotes avec les comités boulangistes et les ligues souterraines mais dès le 4 janvier, Boulanger répond au journal L'Éclair que Déroulède n'est pas du tout son successeur et le désavoue. En privé, il va jusque le traiter d'« hurluberlu ».
Déroulède ne peut qu'abandonner ses plans une nouvelle fois. Cela ne l'empêche pas de faire partie des cinq députés boulangistes à se déplacer pour l'enterrement de la maîtresse de Boulanger, Marguerite Brouzet, en juillet. Après le suicide du général Boulanger, il se rend à son enterrement le 3 octobre et jette un peu de terre française dans sa tombe. Le 7 octobre, il écrit dans Le Gaulois sur Boulanger qu'il était un grand soldat et un patriote mais ne parle pas de l'homme politique qu'il était.   
Anticolonialiste au nom de la revanche (cela « disperse les énergies françaises »), défendant le catholicisme avec parfois des accents antisémites (repos dominical, refus de la séparation), il attaque vivement Clemenceau lors du scandale de Panama. Il prend la tête de l'antidreyfusisme activiste en 1898 avec sa nouvelle Ligue des patriotes.
Profitant des obsèques de Félix Faure en 1899, il entreprend le coup d'État que le général Boulanger avait refusé dix ans plus tôt. Il tente en effet de faire tourner bride au général Roget et à ses troupes pour prendre l’Élysée. Arrêté, acquitté en cour d'assises, jugé en Haute Cour et, finalement, banni (expulsé en Espagne), il bénéficie d'une amnistie en 1905. Il renonce à sa carrière politique après l'échec des élections de 1906 dans son département de la Charente.[réf. nécessaire]. Il faut noter que[évasif] parmi les transformations qu'il a demandées dans le domaine constitutionnel, beaucoup se sont retrouvées dans la constitution de la Ve République. Le personnage est complexe dans la limite où il a porté un jugement sévère sur ses poèmes et chansons, dont il savait bien la nature d’œuvres de propagande, donc vouées à l’éphémère. Il estimait cependant ce sacrifice nécessaire.[réf. nécessaire]
En 1900, en exil, il a une correspondance avec Yvonne Lorrain, future mère du président François Mitterrand.

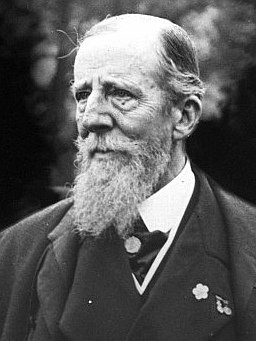
Paul Déroulède en 1913.

En 1908, malgré l'insistance de Maurice Barrès, Paul Déroulède refuse de poser sa candidature à l'Académie française à la mort de François Coppée : « Ma place n'est pas parmi votre élite, elle est dans la foule. Je puis m'en tenir à l'écart, mais je dois toujours être prêt à reprendre contact avec elle… L'habit à palmes vertes et l'épée à poignée de nacre me transformeraient trop. »[réf. nécessaire]

### Fin de vie
Dès lors, Paul Déroulède se retire à Langely (commune de Gurat, Charente) où il entreprend la rédaction de ses Feuilles de route. Cependant, peu à peu, il se retrouve laissé de côté par les nouveaux nationalistes qui (comme l'écrivent les frères Tharaud) « pensent comme lui mais refusent d'admirer les moyens dont il s'est servi ».
Il meurt d'une crise d'urémie dans sa propriété du mont Boron. Sa dépouille est ramenée à Paris, où le cortège funèbre est honoré par une foule énorme, estimée à plus de cent mille Parisiens.
Il est enterré dans la chapelle funéraire familiale au cimetière de la Celle-Saint-Cloud en banlieue parisienne, où reposent aussi les écrivains Charles Pigault-Lebrun, son arrière-grand-père, et Émile Augier, son oncle maternel.

## Antisémitisme
Paul Déroulède a une position plutôt changeante sur l'antisémitisme. Lorsqu'il rejoint le boulangisme, il est plutôt un « ami des juifs » et l'un des seuls à condamner La France juive d'Édouard Drumont. Cependant, après avoir rejoint le boulangisme, Déroulède tient des déclarations antisémites à plusieurs reprises, et utilise le ressort de l'antisémitisme pour mobiliser les masses. L'ambiguïté est renforcé par sa présence à la réunion ouvertement antisémite organisée par Francis Laur le 18 janvier 1890, où il prononce un discours virulents envers les juifs et notamment Joseph Reinach, tout en défendant Naquet. Pourtant, pour les élections municipales d'avril, il propose une campagne résolument en opposition à l'antisémitisme, influençant Boulanger pour ne pas faire alliance avec Drumont et Morès. 
Pourtant, il est l'un des députés qui lancent le thème du « Juif capitaliste véreux » à l'Assemblée. Avec Barrès, il critique a posteriori le général Boulanger pour son refus de l'antisémitisme.
Lors de l'affaire Dreyfus (1894-1906), Paul Déroulède, quoique défendant l'armée, croit Dreyfus innocent ; malgré ses préjugés contre les Juifs, il ne rallie pas le slogan « À bas les juifs ». Cependant, il accuse la gauche de vouloir « judaïser la France » lorsque des députés de gauche proposent une loi pour instaurer la laïcité dans les années 1890.
Il préface aussi le pamphlet antisémite d'Augustin-Joseph Jacquet, La République plébiscitaire : mémoires sur les moyens pratiques d'arriver à l'anéantissement de la puissance juive en France. Dans cette préface, il se défend de tout antisémitisme, mais tient pourtant les propos suivants à l'égard des juifs :

« Je suis loin de nier qu'il y a dans l'antisémitisme un sentiment de rancune nationale et de patriotiques inquiétudes parfaitement justifiées. […] Ils ont envahi tous les temples maçonniques du globe qui sont autant de temples de Jérusalem. Ils ne se refusent pas seulement à se laisser assimiler, ils mettent leur orgueil à tâcher de rendre les autres semblables à eux-mêmes. La corruption qu'ils sèment à pleines mains n'a pas pour unique visée le triomphe de leurs intérêts. Ils y cherchent aussi le triomphe de leur orgueil. C'est tout un système politique. D'abord, ce qui abaisse autrui les relève, et puis, ils préparent par là le milieu décomposé nécessaire à l'expansion de leur parasitisme débordant. Démilitariser, décatholiciser, dénationaliser la France, voilà leur triple but.
[…] Déjà le pouvoir occulte ne leur suffit plus, ils rêvent du pouvoir visible respecté, officiel. A des présidents de la République judaïsés, ils ne désespèrent pas de faire succéder quelque jour un président juif. »

Dans ce texte, il soutient aussi qu'Édouard Drumont, le père de l'antisémitisme en France, est un « prophète ».

## Hommages et critiques
Jean Jaurès profite de sa mort pour tenter d'alerter l'opinion publique, le 4 février 1914, en faisant un réquisitoire dans L'Humanité contre le revanchisme antiallemand que Déroulède a promu toute sa vie, cinq mois avant son assassinat et le début de la Première Guerre mondiale. Il l'accuse d'utopisme dans son idée que la guerre qu'il souhaitait serait rapidement terminée, sans effusion de sang et sans gêne :

« Son idée d'une revanche bien ordonnée, bien circonscrite, avec « un clairon qui sonne la charge » et qui sonne aussi le retour, est à la réalité immense et terrible ce qu'un tableau de Detaille ou un groupe de Mercié est à une bataille de Mandchourie.
Pas une minute cet homme n'a songé à ce que serait demain, dans une Europe saturée de conflits politiques et sociaux, la levée en masse de grandes nations, la rencontre inouïe de plusieurs millions de soldats-citoyens brûlant de toutes les fièvres. Il a entrevu un combat bien propre, bien vernissé, avec quelques traits de courage exalté et quelques fleurs sur la tombe des héros, et puis, la douceur d'une éternelle idylle.
Il n'est pas de plus fragile chimère : et c'est la forme du pacifisme la plus rudimentaire et la plus utopique qui se puisse concevoir. »

Deux avenues de Paris portaient son nom, mais il n'en subsiste qu'une, l'avenue Paul Déroulède, dans le 15e arrondissement, après qu'une des deux a été rebaptisée avenue du Général-Lemonnier, mort pour la France lors de la Seconde Guerre mondiale,,. Une rue de Bois-Colombes porte encore son nom, ainsi qu’une avenue de Vincennes.

## Duels

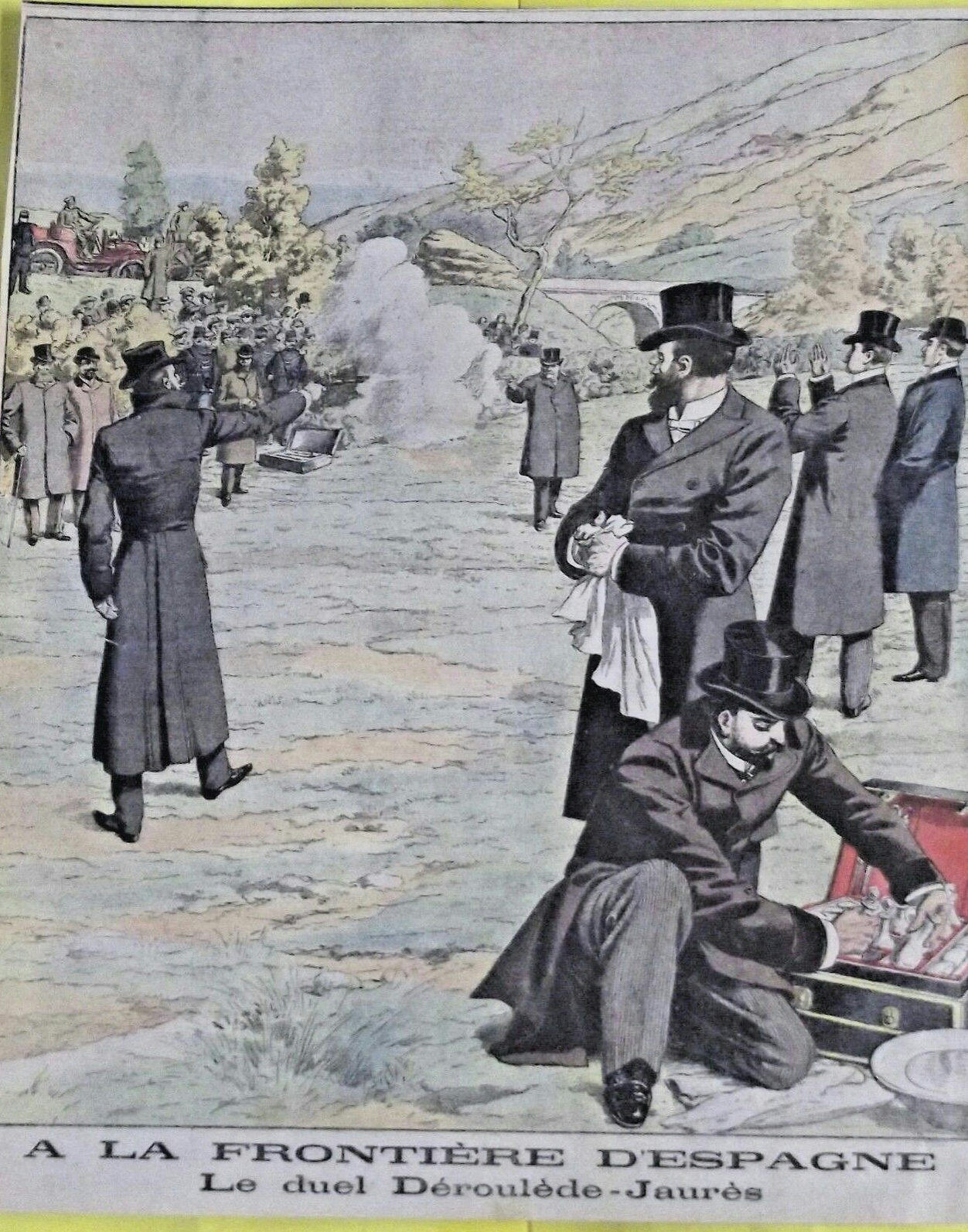
Le duel Déroulède Jaurès à Hendaye (Le Petit Journal).

Déroulède s’est battu deux fois dans des duels au pistolet :
- contre Georges Clemenceau, que Déroulède avait accusé de corruption dans le scandale de Panama[65]. Le duel a lieu le 23 décembre 1892 au champ de courses de Saint-Ouen, devant 300 personnes contenues par des gendarmes ; six balles échangées au commandement à 25 m, sans conséquence ; Jules Renard, dans son journal, pense que Déroulède a tiré en l'air lors de son duel au pistolet contre Clemenceau, se demandant s'il fera pareil avec Maurice Barrès[66].
- contre Jean Jaurès à Hendaye le 4 décembre 1904 : après un trait d'ironie de Jaurès publié dans L'Humanité à propos d'une manifestation nationaliste devant la statue de Jeanne d'Arc à Paris, Paul Déroulède envoie une lettre de réponse le 30 novembre 1904 dans laquelle il accable Jean Jaurès. Ce dernier défie Déroulède en duel, bien qu'il considère ce défi comme « un geste ridicule mais nécessaire ».

## Principales publications

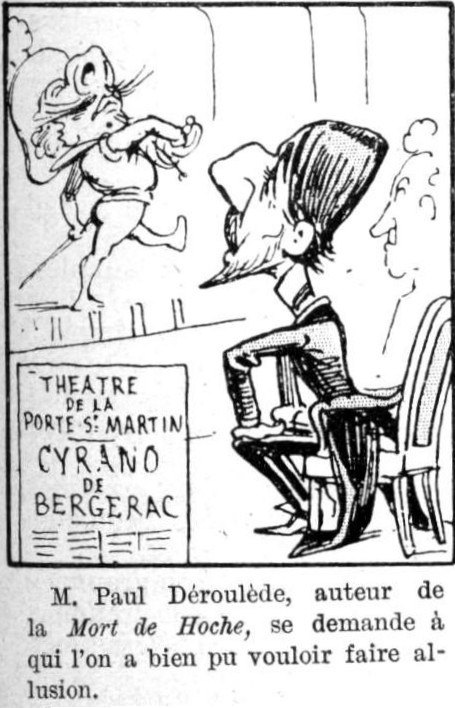
Caricature.

- Chants du soldat, Paris, Michel Lévy frères (1872) ; prix Montyon (1873) et prix Jean Reynaud (1894) de l’Académie française.
- Nouveaux Chants du soldat, Paris, Calmann-Lévy (1875).
- Chants du soldat - Marches et sonneries, Paris, Calmann-Lévy (1881).
- De l'éducation militaire, Paris, Librairie Nouvelle (1882).
- Le Premier Grenadier de France, La Tour d'Auvergne - étude biographique, Paris, Georges Hurtrel artiste-éditeur (1886).
- Le Livre de la Ligue des patriotes, extraits des articles et discours de Paul Déroulède (1887).
- Histoire d'amour, Paris, Calmaan-Lévy (1890)
- Chants du paysan, Calmann-Lévy (1894) ; prix Jean Reynaud (1894) de l’Académie française.
- Poésies militaires, illustrations de Pierre Georges Jeanniot, Paris, Calmann-Lévy (1896).
- Affaire de la place de la Nation, procès Paul Déroulède - Marcel Habert : cour d'assises de la Seine, 29 juin 1899. Discours de Paul Déroulède et de Marcel Habert aux jurés de la Seine (1899)
- 1870 - Feuilles de route des Bois de Verrières à la Forteresse de Breslau, Paris, Société d'Édition et de Publications / Librairie Félix Juven (1907) ; rééd. La Délégation des siècles, 2023  (ISBN 979-8385927364)
- 70-71 - Nouvelles feuilles de route - De la Forteresse de Breslau aux Allées de Tourny, Paris, Société d'Édition et de Publications / Librairie Félix Juven (1907) ; rééd. La Délégation des siècles, 2023  (ISBN 979-8385927364)
- Pages françaises, précédées d'un essai par Jérôme et Jean Tharaud, Paris, Bloud et Cie (1909).
- Qui vive ? France ! « Quand même » - Notes et discours (1883-1910), Paris, Bloud et Cie (1910).

Théâtre
- Juan Strenner, drame en 1 acte, en vers, Théâtre-Français, 9 juin 1869
- L'Hetman, drame en 5 actes, en vers, Théâtre de l'Odéon, 2 février 1877
- La Moabite, drame, 1881
- Messire du Guesclin, drame historique en 3 actes, 1 prologue, 1 épilogue, Théâtre de la Porte-Saint-Martin, 22 octobre 1895
- La Mort de Hoche, 5 actes en prose, Théâtre de la Porte-Saint-Martin, 5 octobre 1897
- La Plus Belle Fille du monde, conte dialogué en vers libres, Comédie-Française, 24 décembre 1897

### Bibliographie

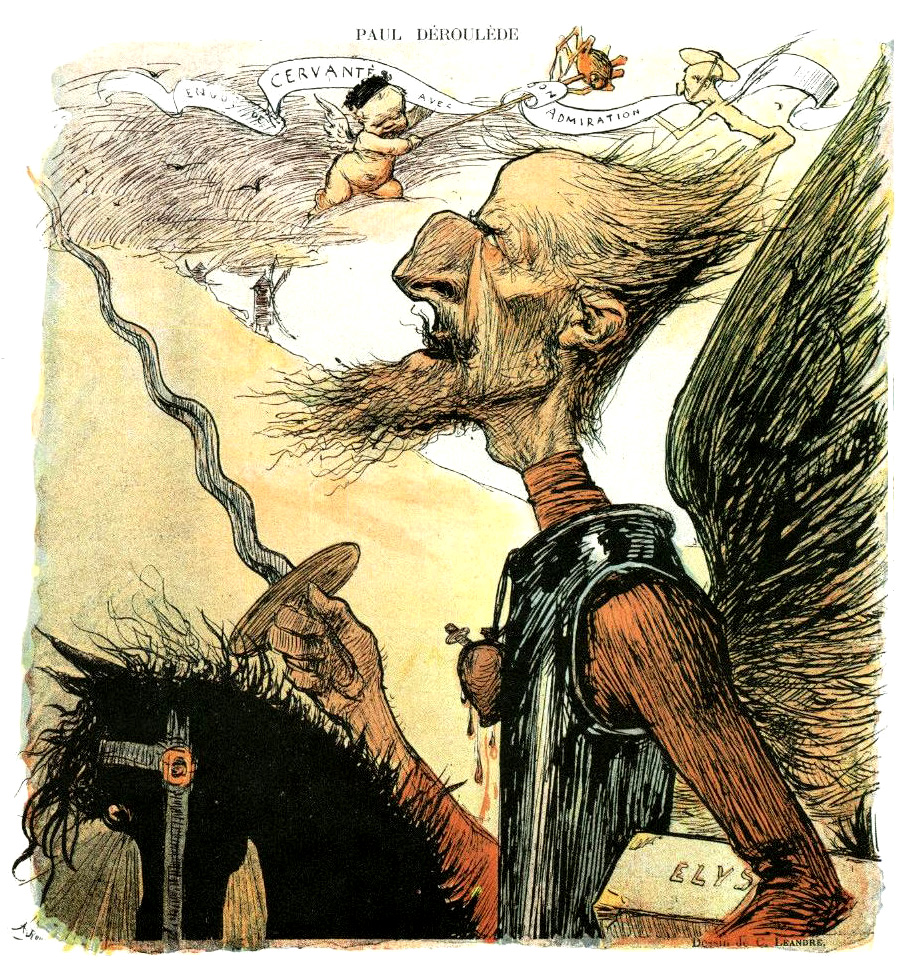
Caricature de Paul Déroulède en Don Quichotte, par Charles Léandre
(Le Rire, no 232, 15 avril 1899).

### Archives
Les papiers personnels de Paul Déroulède sont conservés aux Archives nationales, site de Pierrefitte-sur-Seine, sous la cote 401AP : Inventaire du fonds.

### Iconographie

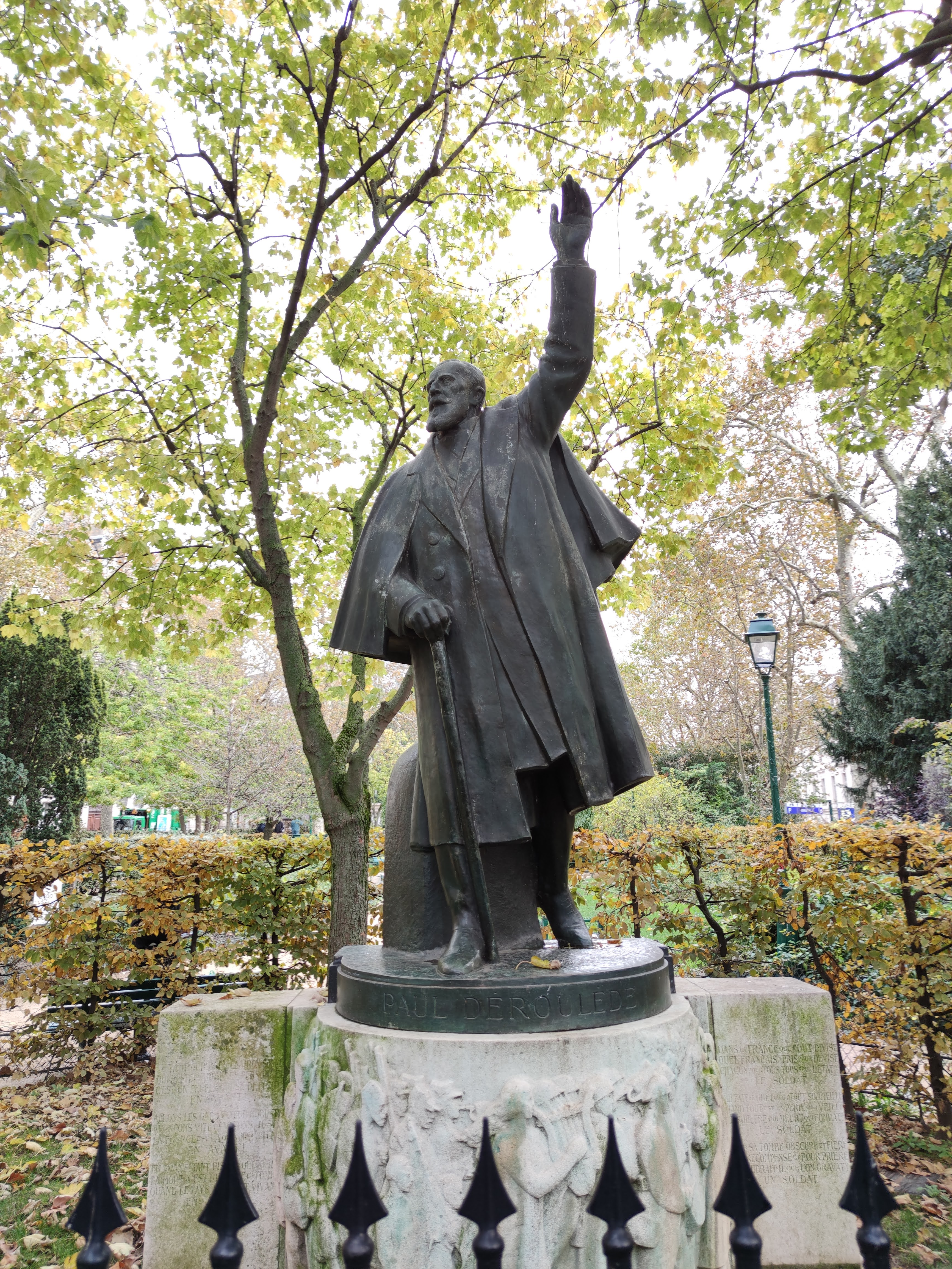
Statue de l’écrivain square Marcel-Pagnol à Paris.

- Buste de Paul Déroulède devant la mairie de Gurat, où Paul Déroulède écrivit Feuilles de route et Nouvelles feuilles de route.
- Statue de Paul Déroulède par Paul Landowski, devant l’entrée du square Marcel-Pagnol, située avenue César-Caire, dans le 8e arrondissement de Paris — Monument Paul Déroulède - Paul Landowski, sur Paul-landowski.com.
- Buste de Paul Déroulède dans la salle Marcel Proust du lycée Condorcet, dans le 9e arrondissement de Paris.

### Articles connexes

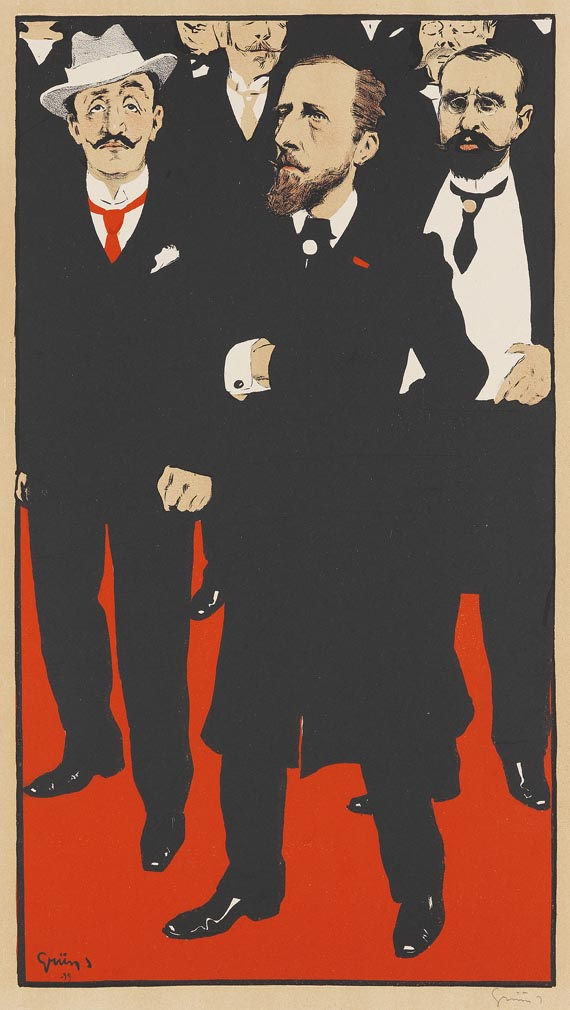
Paul Déroulède en compagnie de Jules Guérin et Marcel Habert.